# Songs of Early Autumn
Songs of Early Autumn ist ein Jazzalbum von Dennis González. Die 2003 in den Riti Studios in Guilford, Connecticut entstandenen Aufnahmen erschienen 2009 auf NoBusiness Records.

## Hintergrund
Dennis González nahm das Album mit dem Tenorsaxophonisten Timo Shanko, dem Bassisten Joe Morris und dem Schlagzeuger Luther Gray auf.

## Titelliste
- Dennis González: Songs of Early Autumn (NoBusiness Records NBCD 6)[1]

1. Loft 9:18
2. Acceleration 11:19
3. Bush Medicine (Dennis Gonzalez) 12:14
4. Ídolo (Dennis Gonzalez) 10:13
5. In Tallation 6:57
6. Lamentation 7:45
7. Those Who Came Before 14:58
8. Loyalty (Dennis Gonzalez) 5:31

Alle weiteren Stücke sind Gruppenimprovisationen.

## Rezeption
Nach Ansicht von der italienischen Redaktion von All About Jazz gehört Dennis Gonzales zu jener Gruppe von Musikern, die in der amerikanischen Ikonographie in der Welt des Jazz die Rolle des unbesungenen Helden definiere. Ohne ein wirklicher Innovator zu sein, habe er einen persönlichen Stil geschaffen, der die improvisierte Musik in den letzten dreißig Jahren geprägt hätten. Die Musik von Gonzales sei grenzwertig, das heißt, sie bewege sich an den Grenzen zwischen verschiedenen Genres und verschiedenen Stilen, aber wie Songs of Early Autumn zeige, verbinde sie meisterhaft die Aufmerksamkeit für die Form und den Geschmack für Freiheit, die Suche nach einem Sound, der die Vielfalt und Multiethnizität der Welt um uns herum widerspiegle, und die Verwendung von Raum und Stille als wesentliche Elemente, um eine dynamische und angespannte Poetik aufzubauen.
Vor allem, aber auch in den verworrensten und schwierigsten Situationen, bestünde eine außergewöhnliche melodische Ader, die sich in den beiden besten Stücken des Albums voll und ganz offenbare, so der AAJ-Autor. „Acceleration“ sei ein träges langsames Stück, in dem wenig oder gar nichts zu passieren scheint, außer dass man sich nicht von den Suggestionen lösen kann, die magisch wie von Zauberhand erzeugt werden. „Bush Medicine“ entstaehe um eine harmlose und naive Melodie herum, verbinde Gesang und Erfindungsreichtum und nutze die Fähigkeit der Musiker, einander zuzuhören, optimal aus. Bassist Joe Morris habe seinen Ruhm auf einem Gitarrenstil aufgebaut, der auf seinem Single-Note-Improvisationsstil basiere, und in Songs of Early Autumn offenbare er sich als großartiger Bassist. Timo Shanko entdecke man hier, dank einer großartigen Beherrschung des Instruments in allen Registern, mit einem rauen Klang und einer kantigen Phrasierung, die wunderbar zu Gonzalez’ sanfter Trompete passe.